# 多夫日克 (謝苗諾夫卡區)
52°0′57″N 32°45′20″E / 52.01583°N 32.75556°E
多夫日克（烏克蘭語：Довжик），是烏克蘭北部的村莊，隸屬切爾尼希夫州的諾夫霍羅德-錫韋爾斯基區。該村面積0.11平方公里，海拔高度177米，2001年人口190，人口密度每平方公里1,727.3人。